# アイド・ウェイト・フォー・ライフ
「アイド・ウェイト・フォー・ライフ」（I'd Wait For Life）はイギリスの男性グループ、テイク・ザットのシングル曲。アルバム『ビューティフル・ワールド』に収録されている。リード・ヴォーカルはゲイリー・バーロウ。
2007年5月5日にチャンネル4で放送されたPopworldで初めてパフォーマンスした。

## チャート
公式にリリースされる1週間前のUKチャートでは109位、発売された週に一気に17位まで上がったが2週目にはトップ40圏外となった。これは1992年の「アイ・ファウンド・ヘヴン」以来、トップ10を逃したこととなり、6曲続いた連続1位の記録も途絶えた。

## ビデオ
監督はCM制作で知られるショーン・デ・スパレンゴ。2007年5月16日23時5分、チャンネル4で初公開された。
メンバーの4人は何らかの事故に遭い、海に放り出されている。深く水に沈む姿は、約10年間彼らが解散してバラバラになり、スポットライトから外れた生活をしていたことを表現している。曲が進むにつれ、メンバーは事故に遭遇する前の幸せな生活を思い出していく。そしてそれが崩壊し暴力に塗れていくが、それも彼らが無理矢理解散させられ関係が拗れていったことを表している。最後、ゲイリー・バーロウがジェイソン・オレンジ、ハワード・ドナルド、マーク・オーエンを水面まで引き上げ、筏に掴まっている姿で終わる。

## トラック・リスト
- イギリス CDシングル

1. "I'd Wait For Life" (Radio Edit) - 4:11
2. "We All Fall Down" - 3:47

- オランダ CDシングル

1. "I'd Wait For Life" (Radio Edit) - 4:11
2. "We All Fall Down" - 3:47
3. "Shine" (BBC Radio 2 'Live & Exclusive') - 3:36
4. "Back For Good" (BBC Radio 2 'Live & Exclusive') - 4:11

## 各国のチャート
| チャート (2007)                          | 最高 順位 |
| ---------------------------------------- | --------- |
| アイルランド (IRMA)                      | 32        |
| イタリア (FIMI)                          | 13        |
| スコットランド (Official Charts Company) | 6         |
| スロヴァキア (IFPI)                      | 74        |
| イギリス (OCC)                           | 17        |